# Aptychus

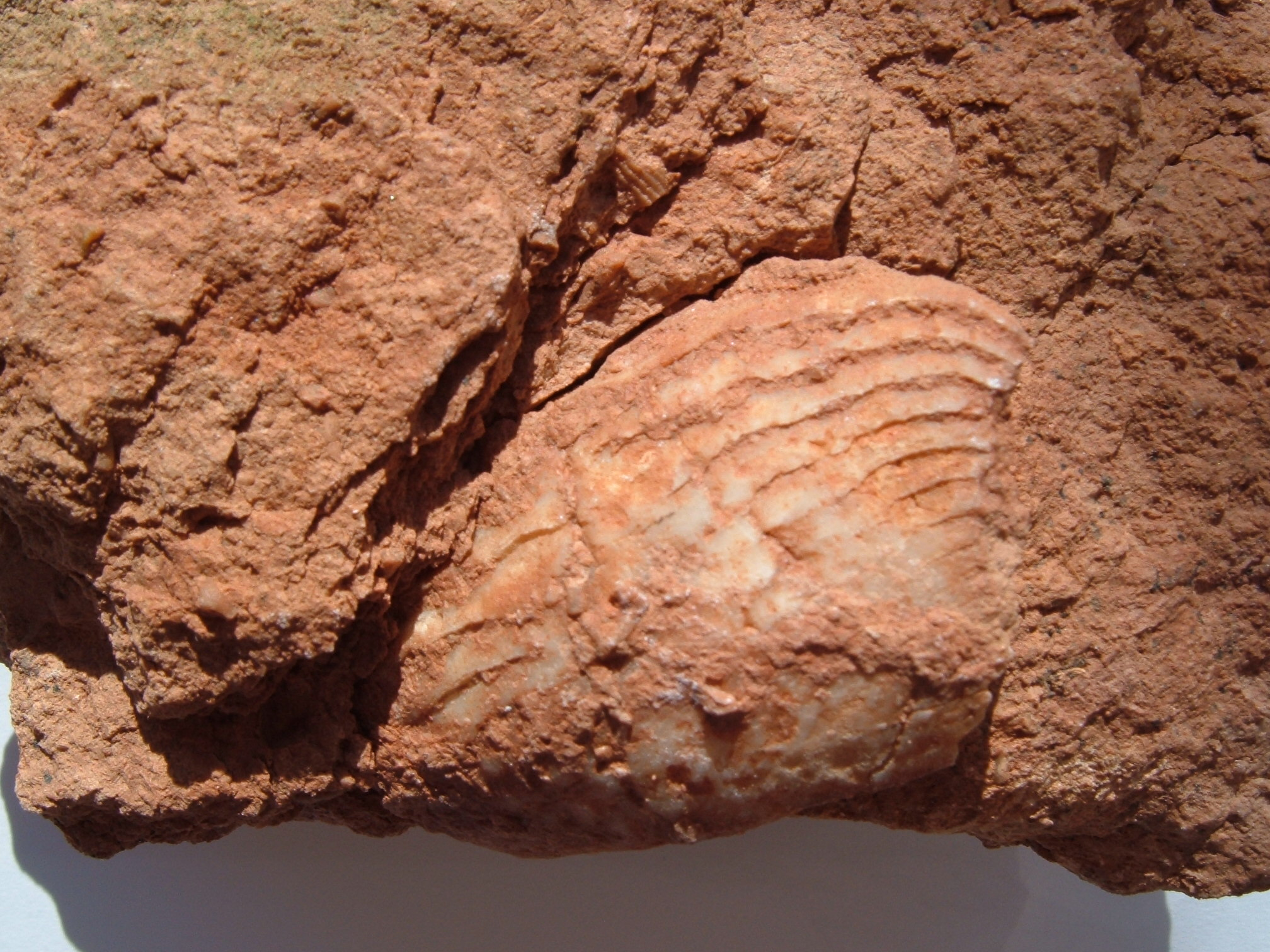
Aptychus Jura kori kőzetből, Bakony.

Az aptychusok kagylóformájú, az esetek többségében 1–5 cm-es nagyságú fosszíliák mezozoikumi kőzetekben, amelyek esetenként párosával, ritkán ammoniteszek lakókamrájában találhatók. Formájuk ellenére rajtuk kagylókra jellemző zárszerkezet, izombenyomat nem található. Nem észlelhető az sem, hogy az őket bezáró mátrixban, párosával a teknők ventrális-ventrális helyzetben lennének.

## Rendeltetésük és hovatartozásuk
Jellemző, hogy kifejezetten ammoniteszeket tartalmazó kőzetekben fordulnak elő, s nagyságukban összemérhetők az adott kőzet ammoniteszeinek utolsó kamrájának átmérőjével. A ma elfogadott vélemények szerint vagy az ammoniteszek rágó szájszervei, vagy a nautiluszok lakókamráját lezáró fedőhöz hasonló képletek lehettek (a nautilus fedőszerve azonban módosult kar-eredetű). A ma élő lábasfejűek hasonló alakú (de általában nem meszes, hanem szaruanyagú), páros szájszervekkel rendelkeznek alsó állkapcsukban (a csigák radulájával homológ képletek). Nem kizárható, hogy egyes fajoknál operculum szerepét töltötték be, mivel találtak olyan példányokat, ahol az ammonitesz házát a párosával elhelyezkedő, a teknők felső szélével illeszkedő két aptychus (amelyek az állat életében valójában funkcionális egységet alkottak) teljesen elzárja a ház bejáratát.

## Földtörténeti előfordulásuk
A triász előtti kőzetekből is ismertek szórványos leleteik, ezek azonban többnyire bordázat nélküli, sima felszínű képletek. Valószínűleg az óidei ammoniták többségének szaruanyagú aptychusa lehetett. A neoammonidák megjelenésével terjedte el az aragonit-tartalmú változat, ami aztán a Jura és Kréta kori kőzetekben gyakran fennmaradt. Az aptychusok nagy része vese vagy háromszög alakú, bordázott, a bordák a csúcsból futnak az átfogóval párhuzamos irányban a szélek felé.

## Szerkezetük
Anyagukban sokszor keményebbek voltak maguknál a házaknál, ezért esetenként jobb állapotban őrződtek meg azoknál. Eredetileg a kalcium-karbonát aragonit kristály-módosulatából álltak. Mivel a lágy test izomzata és más kötőszövetei tartották a helyén az állat életében,  felbomlása után kihullottak a házból, ezért izolálódtak. Találtak olyan ammonitesz házakat, ahol az egykori lakókamrában kis aptychusok sorakoztak a ház ventrális részén, innen tudjuk, hogy legalább néhány ammonitesz faj elevenszülő lehetett.

## Galéria

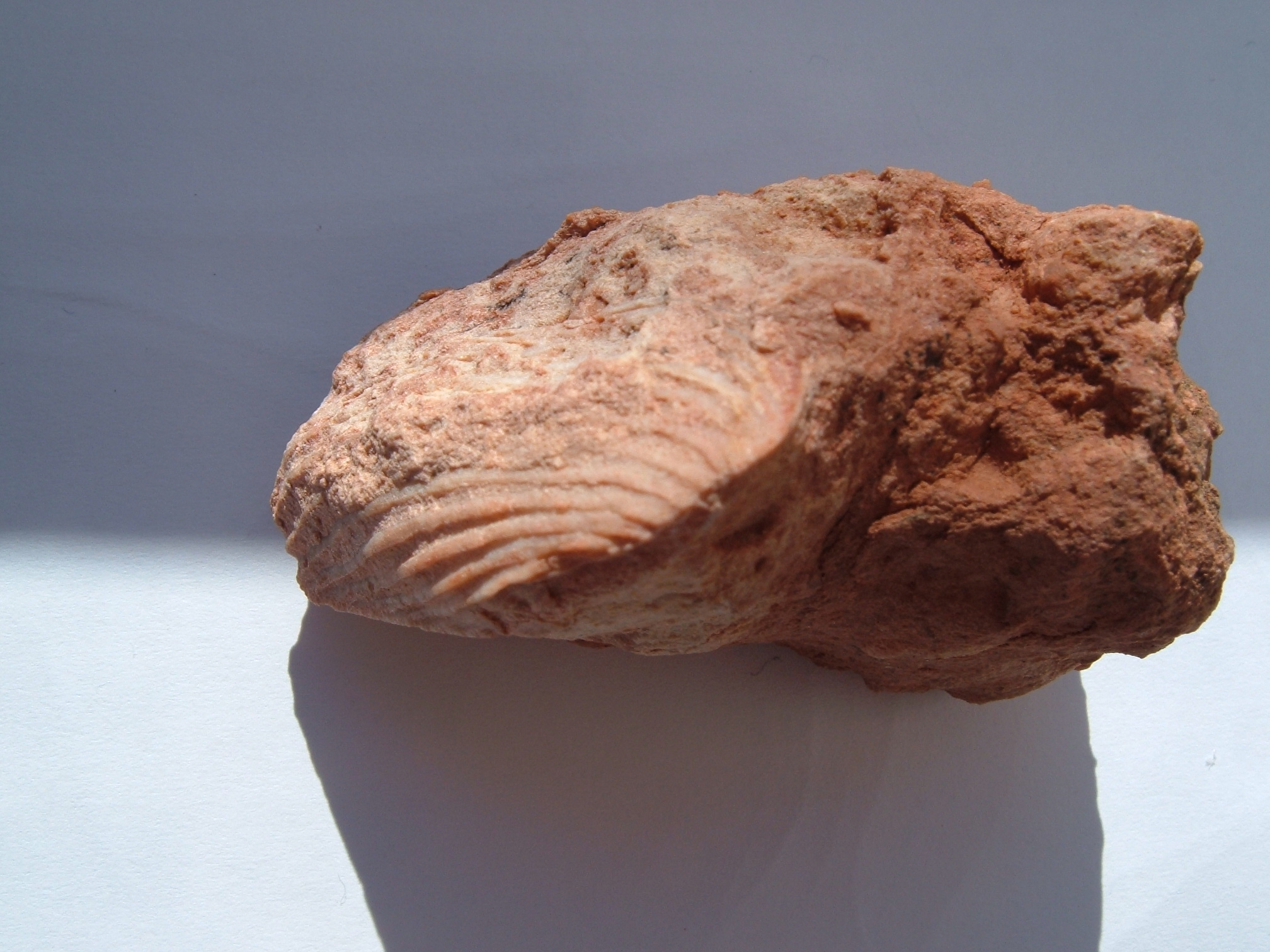
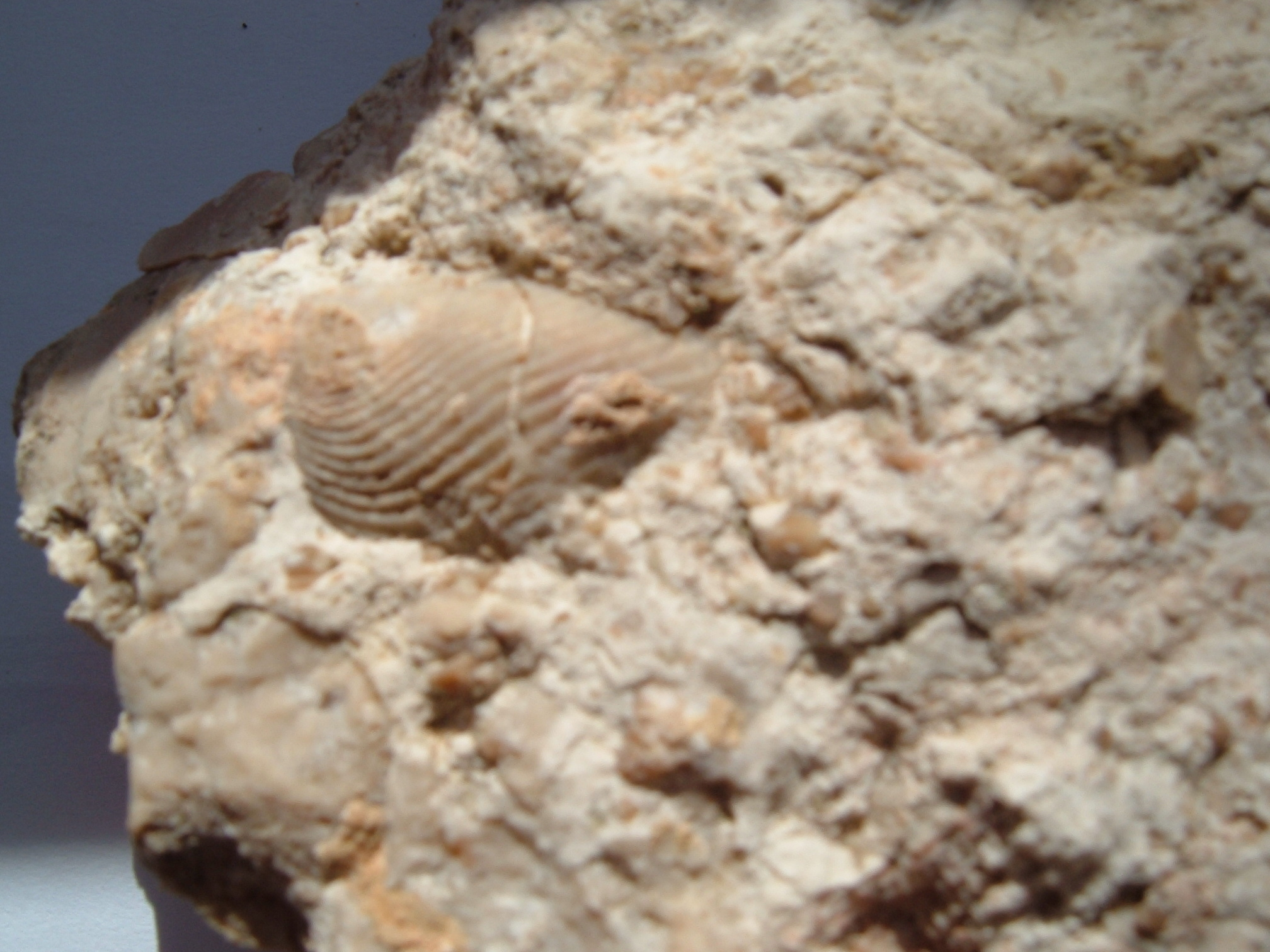
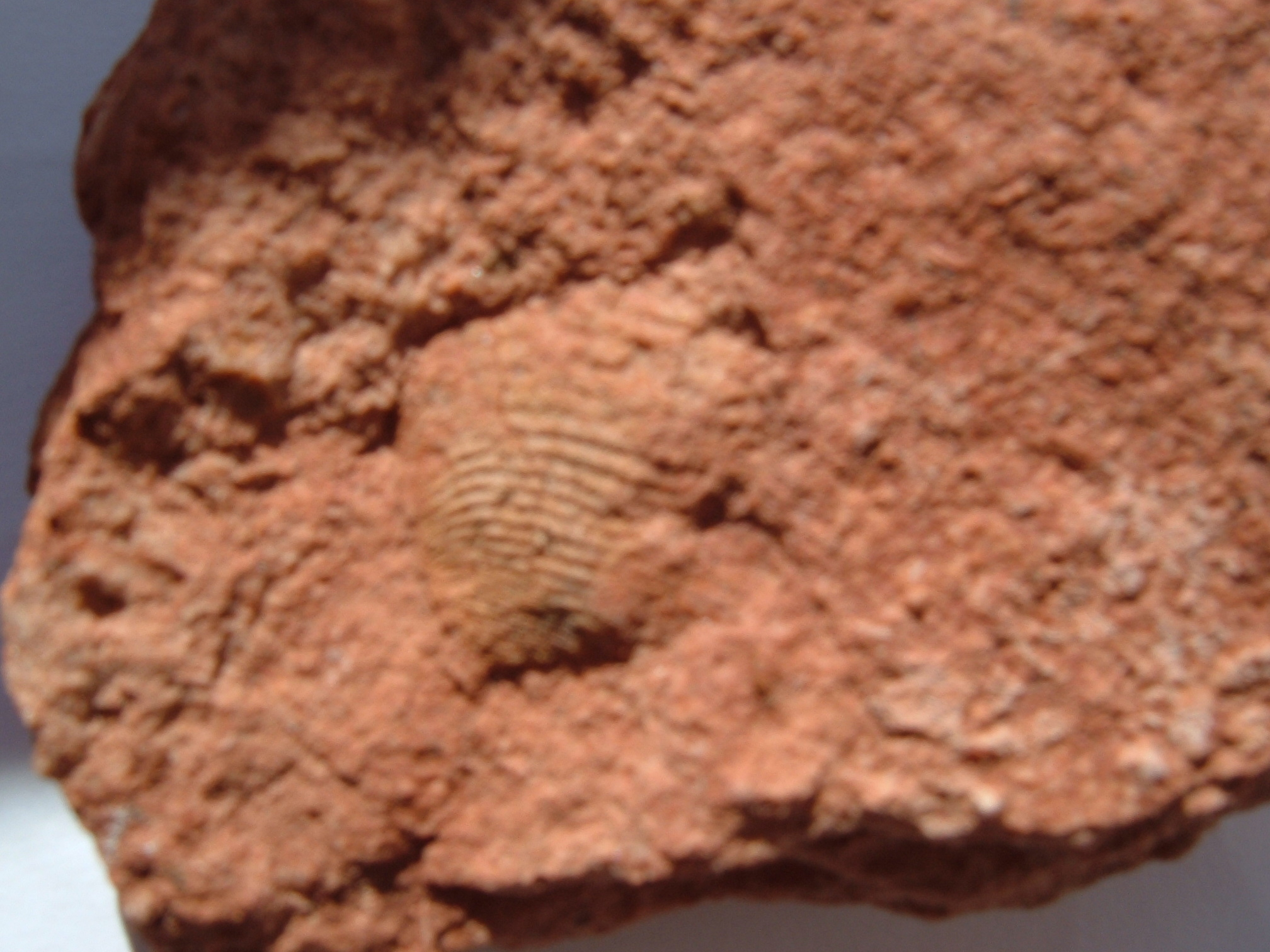